# متحف دميترو يافورنيتسكي التاريخي الوطني في دنيبرو
متحف دميترو يافورنيتسكي التاريخي الوطني في دنيبرو (بالأوكرانية: Дніпропетровський національний історичний музей імені Дмитра Яворницького) أو متحف يافورنيتسكي هو متحف في دنيبرو، أوكرانيا. شيده المحافظ المحلي أندريه فابر في 1848. وتتكون مجموعته الدائمة من 283 ألف قطعة قديمة من أدوات العصر الحجري القديم حتى معروضات من الحرب العالمية الثانية. من بين أبرز مقتنيات المتحف لوحة كورغان [الإنجليزية] ومعبود كيرنوسيفسكي [الإنجليزية] ومجموعة واسعة من آثار القوزاق.

## تاريخه

### المتحف العام
تأسس المتحف تحت اسم متحف كاترينوسلاف العام في فبراير 1848. بمبادرة من آي. غراخوف، مدير ثانوية محلية وأندريه فابر، محافظ كاترينوسلاف (دنيبرو الحديثة). في البداية، كان المتحف يقع في قصر بوتيمكين، الذي كان في ذلك الوقت تابعاً لجمعية النبلاء بالمقاطعة. ثم انتقل مقره إلى ثانوية إيكاترينوسلاف النموذجية للبنين (مبنى أكاديمية دنيبرو الطبية الحكومية الحديثة في ساحة أكتوبر) خلال حرب القرم (1853 - 1856) والتي كانت بمثابة موقع دائم له حتى بداية القرن العشرين.
عرض المتحف العام الاكتشافات الأثرية والآثار المحلية والتماثيل الحجرية وآثار مصر واليونان القديمة والعملات المعدنية وعينات عديدة من الصخور بالإضافة إلى بقايا من الحفريات. تعتبر مومياء امرأة وطفلها من أبرز الأشياء المحفوظة في المتحف حتى هذه الأيام (وفقاً للأسطورة، أحضرها أندريه فابر من متحف أوديسا للتاريخ الإقليمي خلال حرب القرم). كان العقد الأول من وقت تأسيس المتحف هو الفترة الأكثر غزارة في تاريخه. ألهمت فكرة إنشاء متحف جديد السكان المحليين والمولعين بالعصور القديمة بتقديم تبرعات سخية، مما سمح بشراء معدات ومقتنيات أخرى، فضلاً عن توفير وحدات عرض جديدة للمتحف.
بدأ المتحف في الاضمحلال في فترة 1860 - 1900 نتيجة غياب الدعم المالي الحكومي.

### متحف ألكسندر بول الخاص

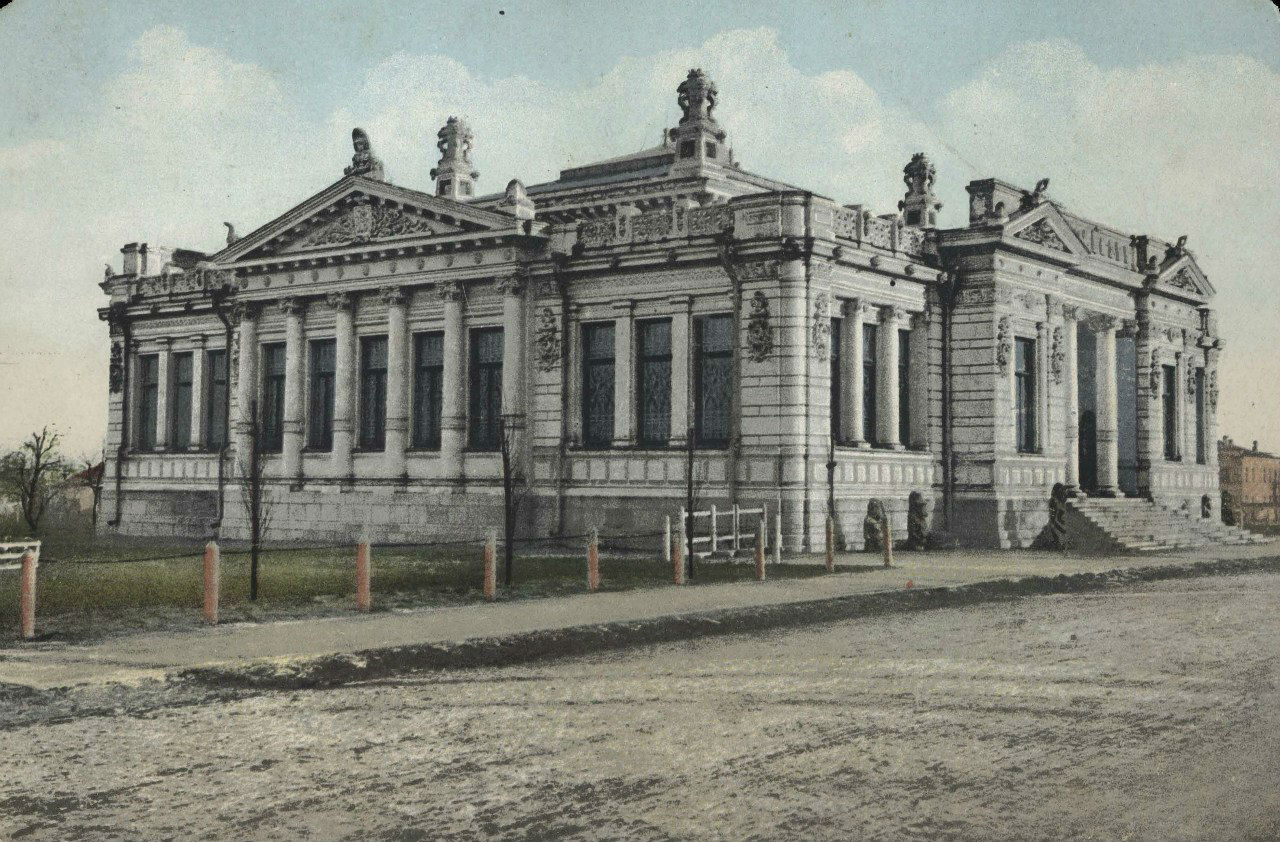
متحف ألكسندر بول (1910)

أنشأ ألكسندر بول [الإنجليزية] وهو رجل حر من كاترينوسلاف، أول متحف خاص في تلك المنطقة في 1887. وذلك في منزله المكون من أربع غرف في ميدان سوبورنا. تألفت مجموعة بول المتحفية من 4770 قطعة أثرية وكانت واحدة من أكبر المجموعات وأكثرها تميزاً آنذاك.
قُسم متحف بول إلى سبعة أقسام. تألف جزء كبير من المعروضات من الاكتشافات الأثرية التي اكتشفها بول في تلال كورغان والمدافن داخل مقاطعة كاترينوسلاف. كما تضم المجموعة المعروضة مجموعة واسعة من آثار القوزاق والآثار المصرية وتماثيل للمعبودات والعملات المعدنية من جميع أنحاء العالم ولوحات. قدم المتحف مكانة فريدة من نوعها لوظيفة المرشد. قدر المالك قيمة مجموعته بمبلغ 200 ألف كربوفانيت [الإنجليزية] من الفضة.
بعد وفاة إسكندر بول في 1890، بدأ المجتمع المحلي في إنشاء متحف المقاطعة الذي سمي على اسمه.

### متحف مقاطعة ألكسندر بول
تأسس متحف مقاطعة ألكسندر بول رسمياً في 6 مايو 1902 في مبنى المدرسة التجارية (مجلس مقاطعة دنيبروبتروفسك الحديث). جمع المتحف قطعه تدريجياً من مجموعة المتحف العام، والتي كانت مُخزنة في الثانوية النموذجية ومجموعة متحف ألكسندر بول الخاص، ومجموعة دميترو يافورنيتسكي، إلخ. شُيد مبنى جديد للمتحف (على غرار منزل هوفمان في برلين) تحت إشراف المعماريين جي. كيه. سانديتزكي وجي. آي. بانافوتين في 1905. زاد عدد المعروضات من 300 إلى 10000 خلال العقد الأول. وقُسمت المجموعة إلى تسعة أقسام، والتي عرضت الاكتشافات الأثرية من فترات وثقافات مختلفة، منها آثار القوزاق الزابوروجيان [الإنجليزية] وآثار كنسية وعناصر إثنوغرافية ونقود معدنية ولوحات وعناصر فنون تطبيقية وكتب ووثائق وصور.

## معرض الصور

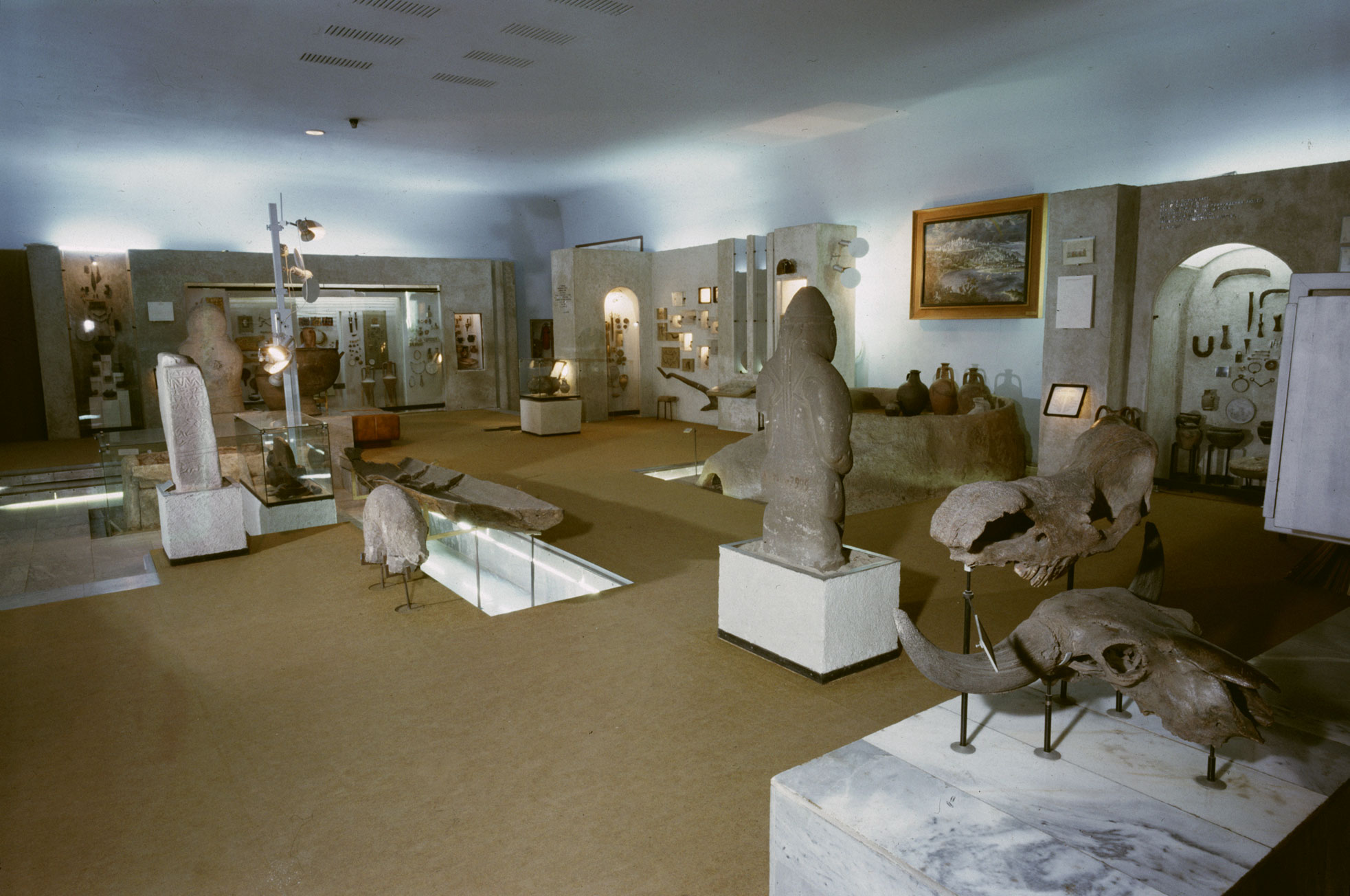
قاعة 1
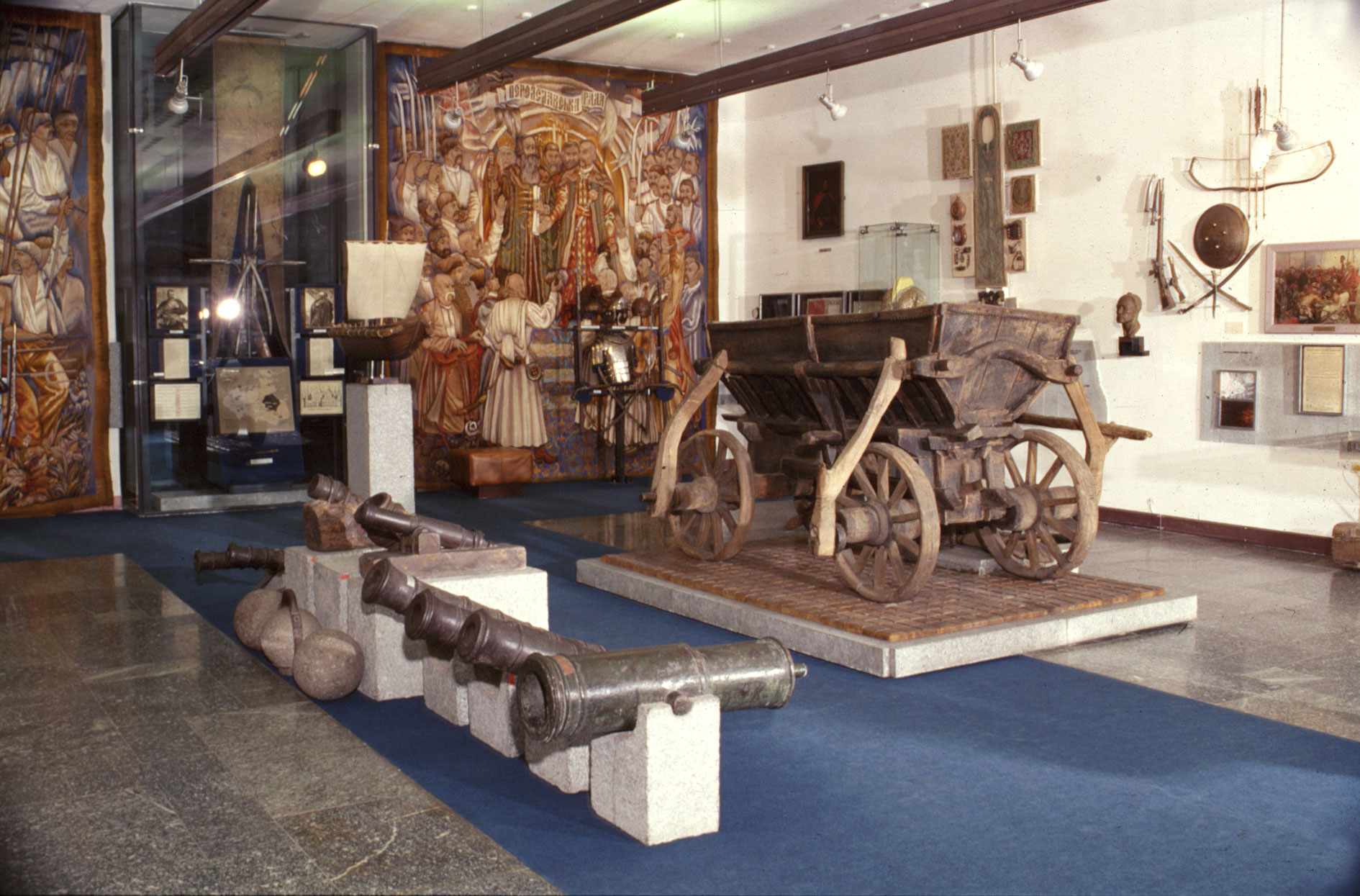
قاعة 2
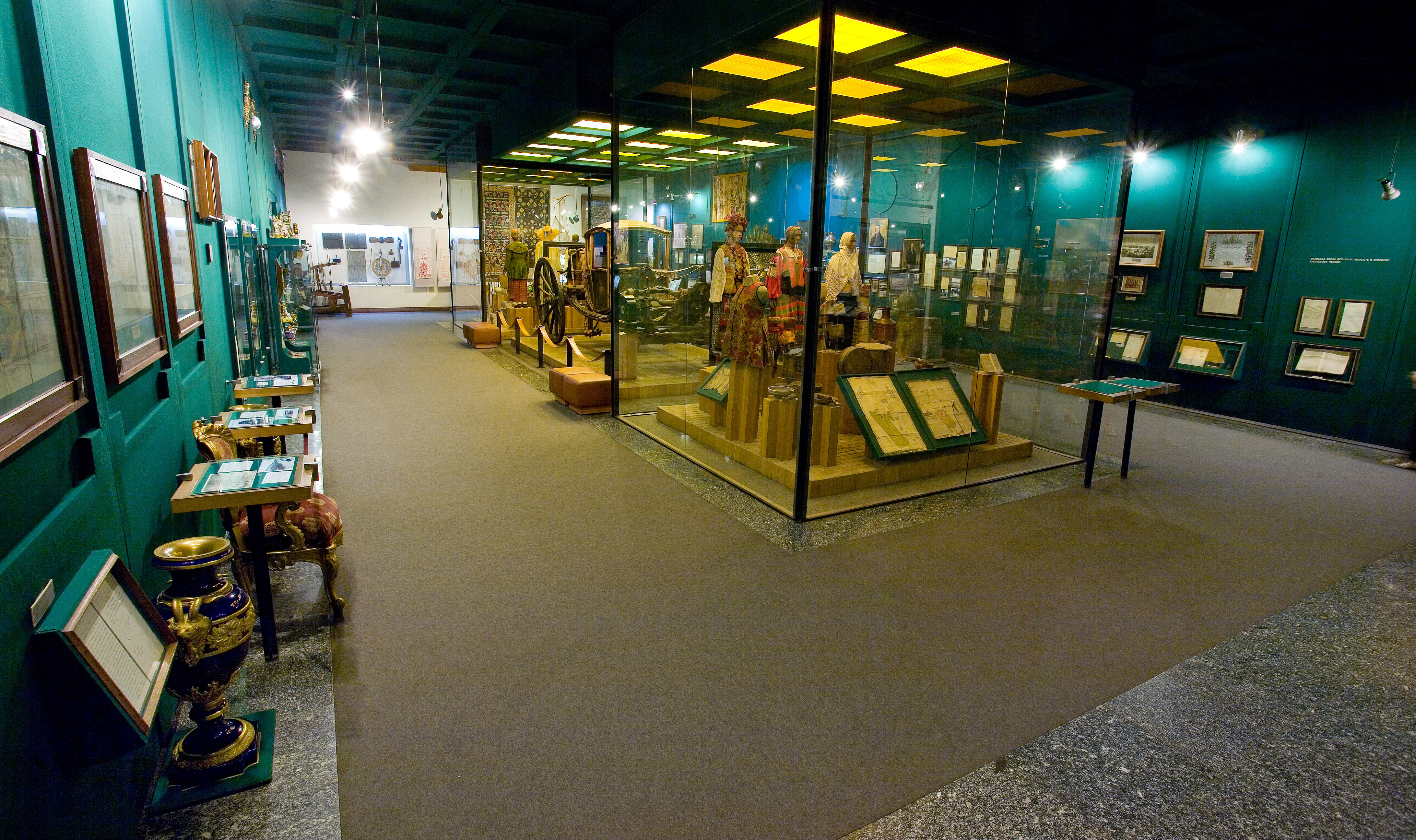
قاعة 3
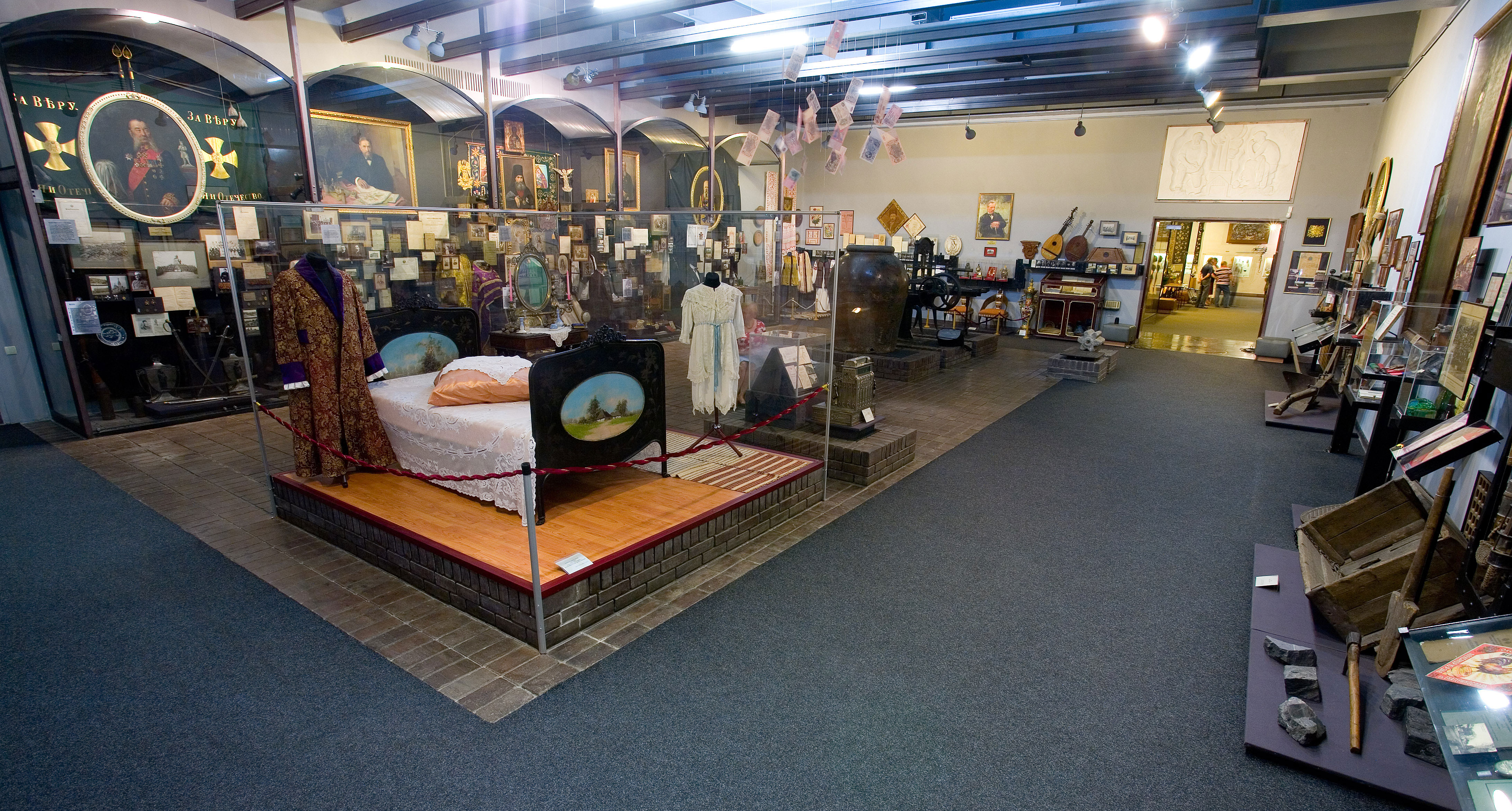
قاعة 4
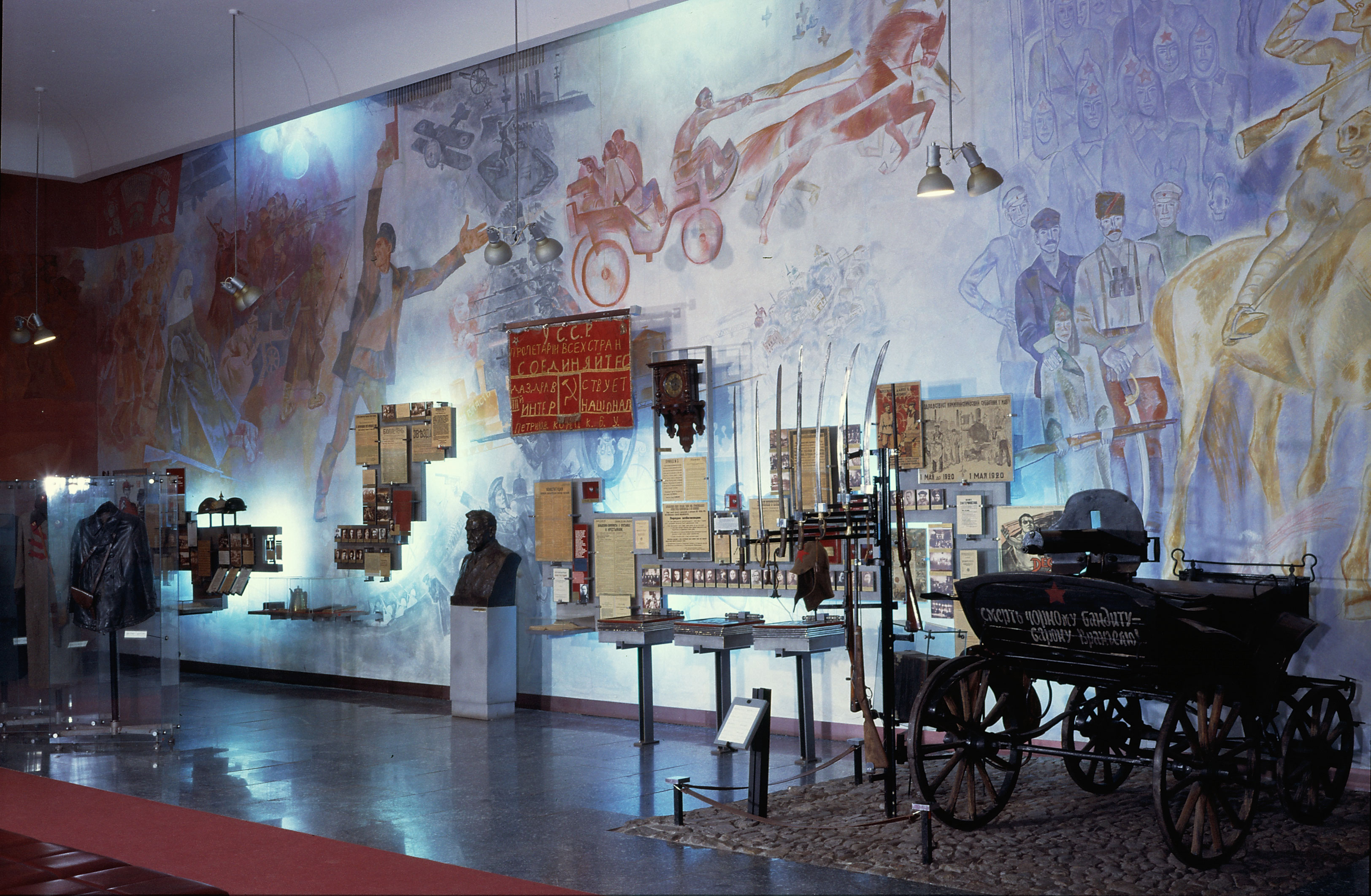
قاعة 5
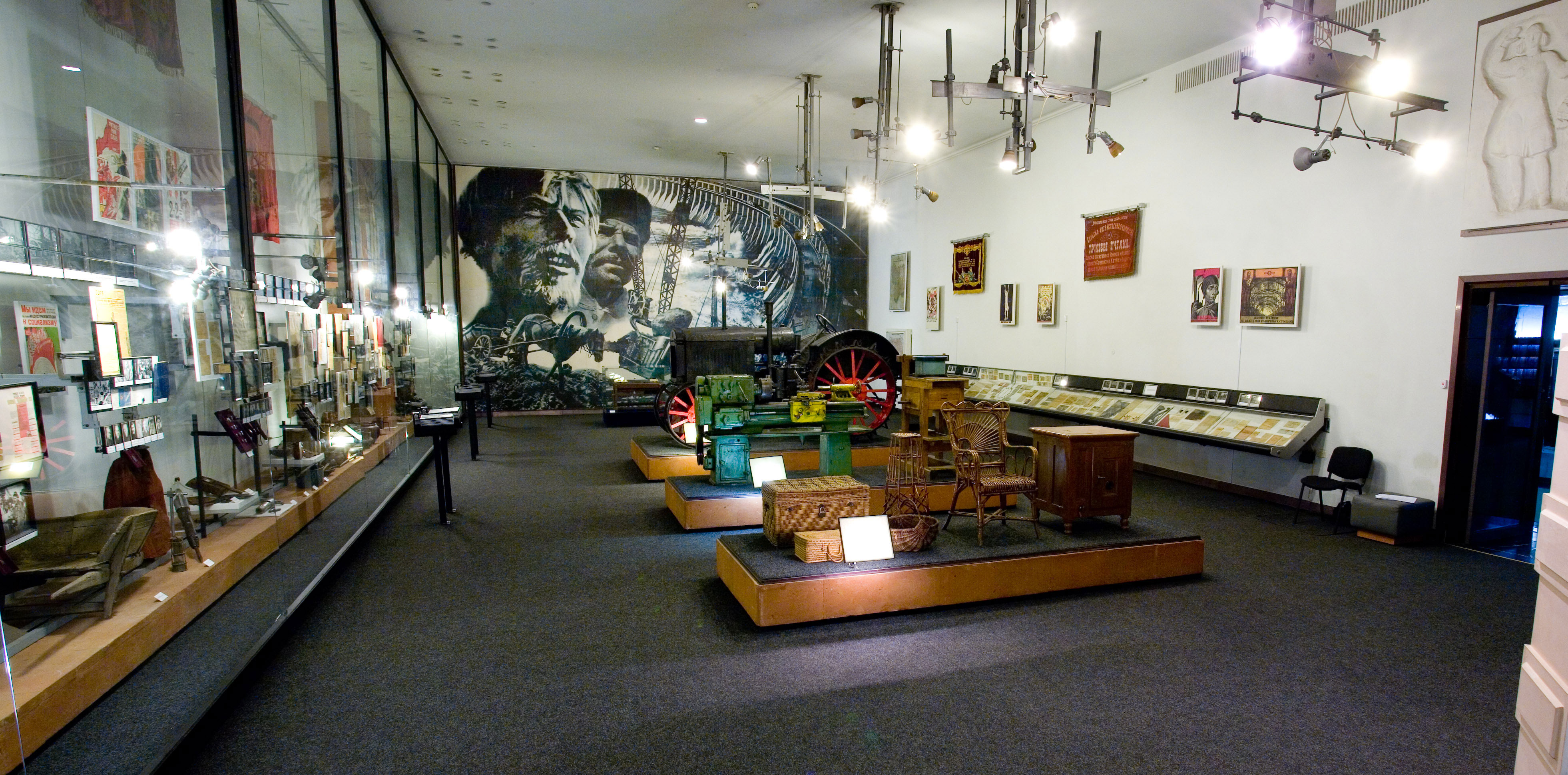
قاعة 6
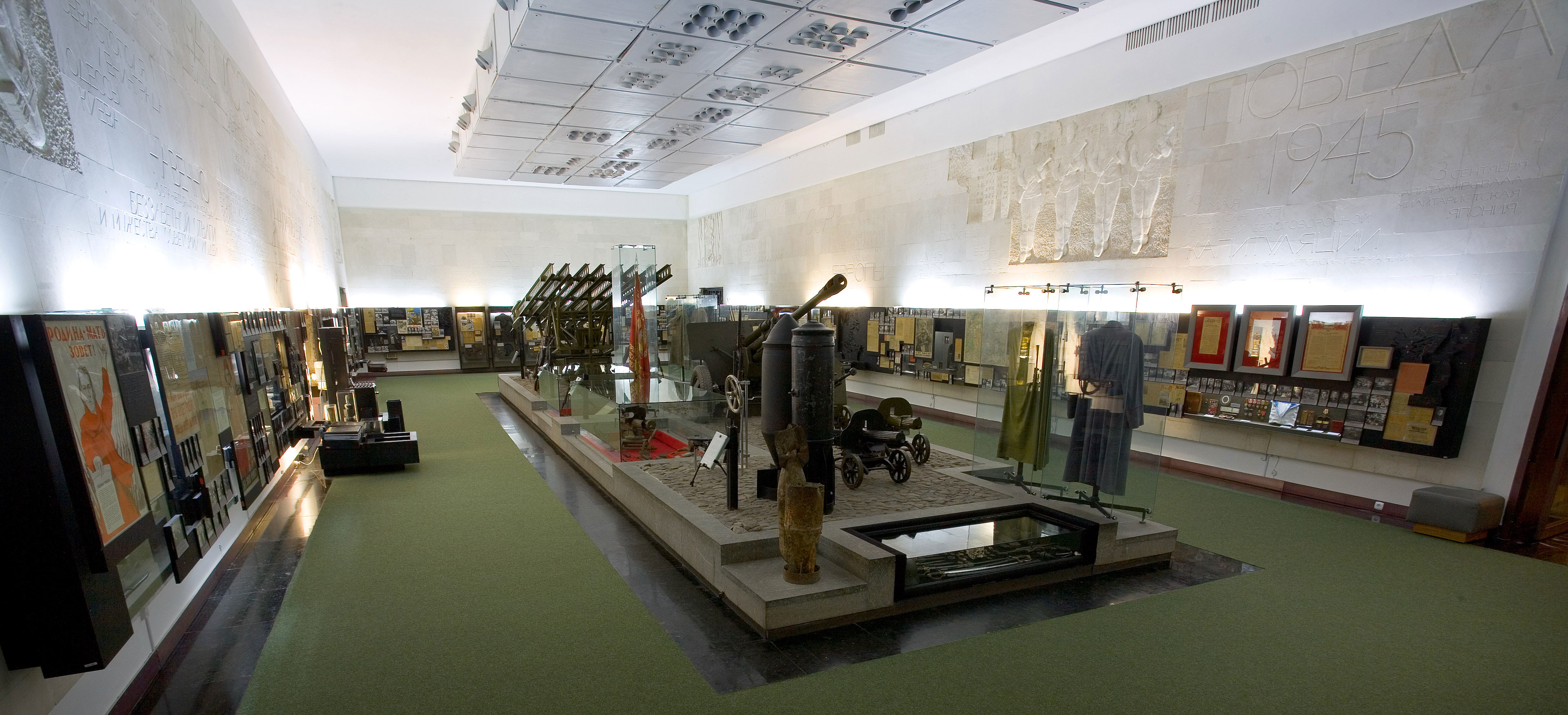
قاعة 7
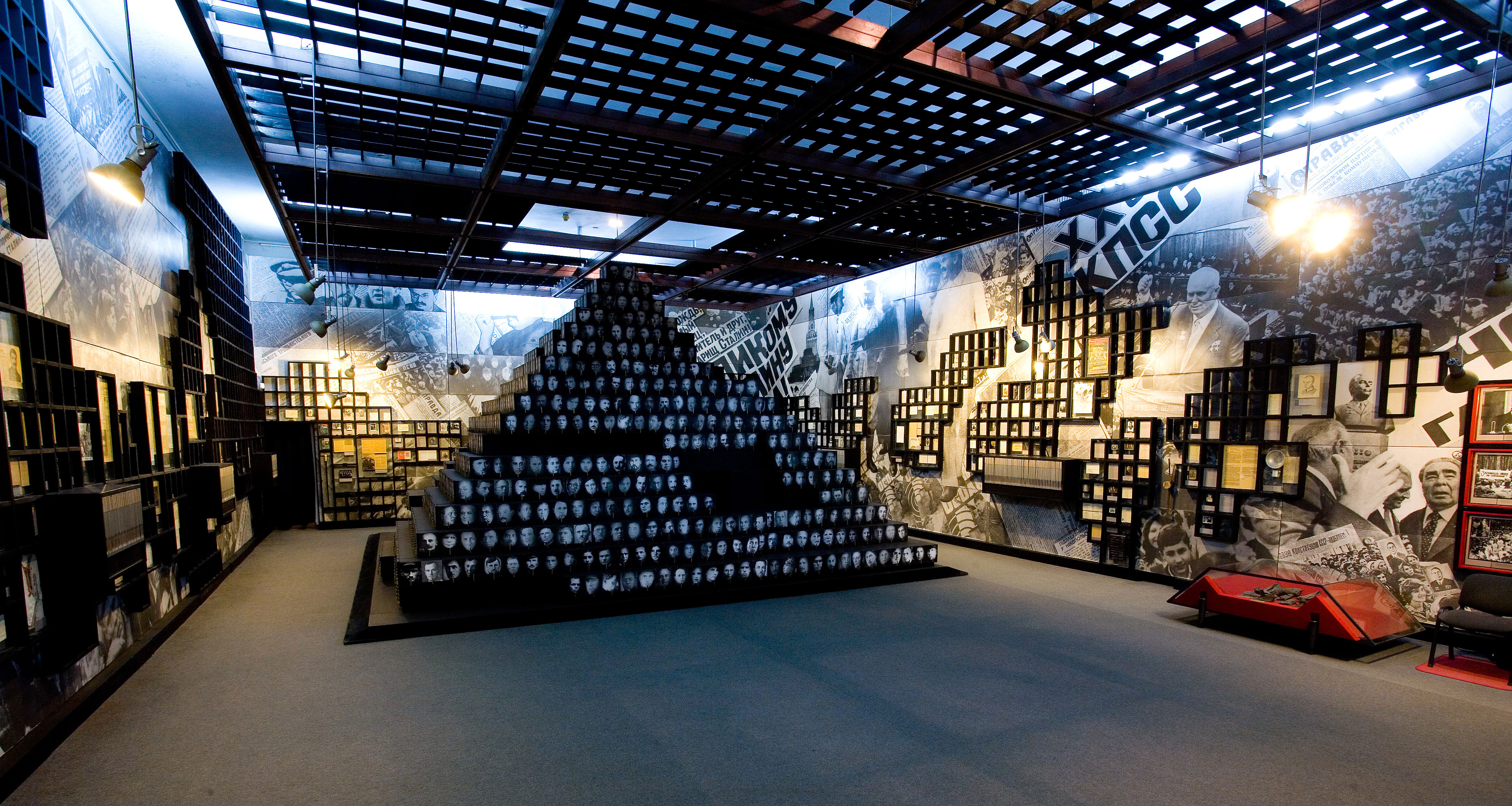
قاعة 9

## وصلات خارجية
- Сторінка про музей на порталі gorod.dp.ua نسخة محفوظة 18 серпня 2005 على موقع واي باك مشين.
- «Історична правда»: Екскурсія Дніпропетровським історичним музеєм نسخة محفوظة 29 жовтня 2012 على موقع واي باك مشين.
- Від аріїв та скіфів — до космічних ракет نسخة محفوظة 13 грудня 2014 على موقع واي باك مشين.